# Koellikerina bouilloni
Koellikerina bouilloni is een hydroïdpoliep uit de familie Bougainvilliidae. De poliep komt uit het geslacht Koellikerina. Koellikerina bouilloni werd in 2005 voor het eerst wetenschappelijk beschreven door Kawamura & Kubota. 